# Cupa României 1954
Der Cupa României in der Saison 1954 war das 17. Turnier um den rumänischen Fußballpokal. Sieger wurde die in der Divizia B spielende Mannschaft von Metalul Reșița, die sich im Finale am 5. Dezember 1954 gegen Dinamo Bukarest durchsetzen konnte. Titelverteidiger Flamura Roșie Arad war im Viertelfinale gegen Flacăra Ploiești ausgeschieden.

## Modus
Die Klubs der Divizia A stiegen erst in der Runde der letzten 32 Mannschaften ein und mussten zunächst auswärts antreten. Es wurde jeweils nur eine Partie ausgetragen. Stand diese nach 90 Minuten unentschieden, folgte eine Verlängerung von 30 Minuten. Falls danach noch immer keine Entscheidung gefallen war, zog die Gastmannschaft in die nächste Runde ein.

## Sechzehntelfinale
| Datum           |                               | Ergebnis             |                        |
| --------------- | ----------------------------- | -------------------- | ---------------------- |
| 11. August 1954 | Locomotiva Arad               | 0:1 (0:0)            | Flamura Roșie Arad     |
|                 | Steagul roșu Orașul Stalin    | 0:3 (0:0)            | Locomotiva Târgu Mureș |
|                 | Metalul Brăila                | 0:3 (0:2)            | Locomotiva Constanța   |
|                 | Voința Bukarest               | 1:2 (1:0)            | Metalul Bukarest       |
|                 | Metalul Câmpina               | 0:3 (0:2)            | Dinamo Bukarest        |
|                 | Progresul Cluj                | 2:3 (1:0)            | Metalul Câmpia Turzii  |
|                 | Știința Craiova               | 0:1 (0:0)            | Locomotiva Timișoara   |
|                 | Locomotiva Iași               | 1:3 n. V. (1:1, 1:0) | CCA Bukarest           |
|                 | Flacăra Moinești              | 0:4 (0:2)            | Locomotiva Bukarest    |
|                 | Metalul Oradea                | 3:0 (1:0)            | Progresul Oradea       |
|                 | Locomotiva Pașcani            | 1:3 (1:2)            | Flacăra Ploiești       |
|                 | Metalul Reșița                | 5:1 (3:1)            | Știința Timișoara      |
|                 | Progresul Satu Mare           | 3:2 (1:0)            | Știința Cluj           |
|                 | Flamura Roșie Sfântu Gheorghe | 2:1 (2:0)            | Dinamo Orașul Stalin   |
| 12. August 1954 | Locomotiva Craiova            | 2:1 (1:1)            | Minerul Petroșani      |
| 18. August 1954 | Progresul Sibiu               | 3:2 (2:1)            | Metalul Hunedoara      |

## Achtelfinale
| Datum            |                               | Ergebnis             |                        |
| ---------------- | ----------------------------- | -------------------- | ---------------------- |
| 20. Oktober 1954 | Metalul Bukarest              | 2:4 n. V. (2:2, 2:2) | Dinamo Bukarest        |
|                  | Locomotiva Constanța          | 0:1 (0:0)            | CCA Bukarest           |
|                  | Locomotiva Craiova            | 2:3 (n. V. 2:2, 2:0) | Flacăra Ploiești       |
|                  | Metalul Oradea                | 0:2 (0:0)            | Locomotiva Timișoara   |
|                  | Metalul Reșița                | 4:0 (3:0)            | Locomotiva Târgu Mureș |
|                  | Progresul Satu Mare           | 1:3 (0:1)            | Flamura Roșie Arad     |
|                  | Flamura Roșie Sfântu Gheorghe | 4:0 (1:0)            | Metalul Câmpia Turzii  |
|                  | Progresul Sibiu               | 1:4 (1:1)            | Locomotiva Bukarest    |

## Viertelfinale
| Datum             |                  | Ergebnis             |                               |
| ----------------- | ---------------- | -------------------- | ----------------------------- |
| 28. November 1954 | Dinamo Bukarest  | 3:0 (3:0)            | Flamura Roșie Sfântu Gheorghe |
|                   | CCA Bukarest     | 1:0 (1:0)            | Locomotiva Bukarest           |
|                   | Flacăra Ploiești | 3:1 n. V. (1:1, 0:1) | Flamura Roșie Arad            |
|                   | Metalul Reșița   | 2:0 (1:0)            | Locomotiva Timișoara          |

## Halbfinale
| Datum            |                 | Ergebnis  |                  |
| ---------------- | --------------- | --------- | ---------------- |
| 1. Dezember 1954 | Dinamo Bukarest | 4:1 (3:0) | Flacăra Ploiești |
|                  | Metalul Reșița  | 1:0 (1:0) | CCA Bukarest     |

## Finale
| Paarung         | Metalul Reșița – Dinamo Bukarest |
| Ergebnis        | 2:0 (2:0) |
| Datum           | 5. Dezember 1954 |
| Stadion         | Stadionul Republicii, Bukarest |
| Zuschauer       | 30.000 |
| Schiedsrichter  | Dumitru Schulder (Bukarest) |
| Tore            | 1:0 Ștefan Szeleș (30.) 2:0 Ștefan Szeleș (40.) |
| Metalul Reșița  | Iosif Zarici, Emil Chirilă, Valentin Teodorescu, Eugen Potoceanu, Mihai Munteanu, Ștefan Apro, Iosif Jojart, Petru Mioc, Ștefan Urcan, Petre Iovan (70. Vida), Ștefan Szeleș Cheftrainer: Mihai Zsizsik und Emil Cozma                         |
| Dinamo Bukarest | Constantin Constantinescu, Iosif Szöke, Ladislau Băcuț, Anton Fodor, Valeriu Călinoiu, Gheorghe Băcuț, Carol Bartha, Nicolae Dumitru, Alexandru Ene, Titus Ozon (46. Valeriu Neagu), Ion Suru Cheftrainer: Angelo Niculescu und Nicolae Vâlcov |